# Giuseppina Allegri Tassoni
Giuseppina Tassoni, meglio nota come Giuseppina Allegri Tassoni (Vigatto, 16 ottobre 1900 – Parma, 8 maggio 1997), è stata una storica dell'arte e saggista italiana.

## Biografia
Si laureò in lettere nel 1926 all'Università di Parma, con una tesi sulla Congiura dei feudatari del 1611, soffocata nel sangue da Ranuccio Farnese. Nell'ottobre del 1928 venne nominata docente di italiano e storia dell’arte presso l’Istituto d’Arte Paolo Toschi, dove rimase per 42 anni fino al pensionamento nel 1972. Tra i suoi colleghi vi furono Paolo Baratta, Umberto Benassi e Latino Barilli. Nel 1935 si sposò con il pittore Raoul Allegri, con il quale ebbe due figli, Arrigo e Antonella.
Nel 1934 entrò a far parte della Deputazione di Storia Patria per le Province Parmensi, diventandone segretaria nel 1957 e presidente nel 1983, prima donna a ricoprire tale incarico.   Durante la presidenza di Roberto Andreotti, la Deputazione ebbe un periodo di particolare fulgore e portò a termine importanti iniziative, tra cui la pubblicazione del volume sul centenario e la monumentale Bibliografia generale delle antiche province parmensi di padre Felice da Mareto. 
Scrisse numerosi articoli storici a storiografici per la rivista Aurea Parma, della quale fu redattrice dal 1963 fino alla morte. Si tratta di contributi riguardanti figure artistiche di primo piano, come Paolo Toschi, Girolamo Magnani e Giambattista Bodoni. 
Nel 1941 scrisse un libro sulla storia dell'Accademia di belle arti di Parma, pubblicato dalla casa editrice Le Monnier. Sul tema si soffermò ancora nel 1968 con un articolo apparso negli Atti del Convegno sul Settecento parmense nel II centenario della morte di Carlo Innocenzo Frugoni, che dell’Accademia fu segretario perpetuo. 
Nel 1962, nel volume celebrativo del centenario della Deputazione di Storia Patria, tracciò il profilo dei presidenti succedutisi alla guida dell’associazione e predispose l’indice degli autori che pubblicarono sull’Archivio dal 1860 al 1960. In due saggi ospitati nei volumi del 1962 e 1963 si occupò dello storico e bibliotecario Angelo Pezzana, pubblicandone il carteggio conservato nella Biblioteca Palatina.
Una sua ricerca del 1994 consentì l’individuazione di otto quadri collocati in due musei francesi, trasferiti dal Ducato di Parma in Francia come bottino di guerra da Napoleone Bonaparte. Nello stesso anno pubblicò un articolo sul ripristino dell'Istituto d’arte di Parma (soppresso dalla riforma gentiliana del 1923), da parte dello stesso Giovanni Gentile.
Giuseppina Allegri Tassoni fu membro per quasi 40 anni della Commissione toponomastica del Comune di Parma. Nel 1988 ricevette l'attestato di civica benemerenza del Premio Sant'Ilario. Le venne conferita anche la Medaglia d’oro da parte del Capo dello Stato quale prestigioso riconoscimento delle sue varie attività.

## Opere
- Il Regio Istituto d'arte Paolo Toschi di Parma, Le Monnier, Firenze, 1941
- Mostra dell'Accademia Parmense 1752-1952, Officina Grafica, Parma, 1952
- Pittori colornesi dell'800, Accademia di belle arti, 1970
- La pittura parmense dell'Ottocento (a cura di),  Accademia di belle arti, 1971
- Il mio rapporto con le carte farnesiane, in Aurea Parma, III, 1995